# Place de la Porte-de-Passy
Ne doit pas être confondu avec Place de Passy.
La place de la Porte-de-Passy est une voie du 16e arrondissement de Paris, en France.

## Situation et accès

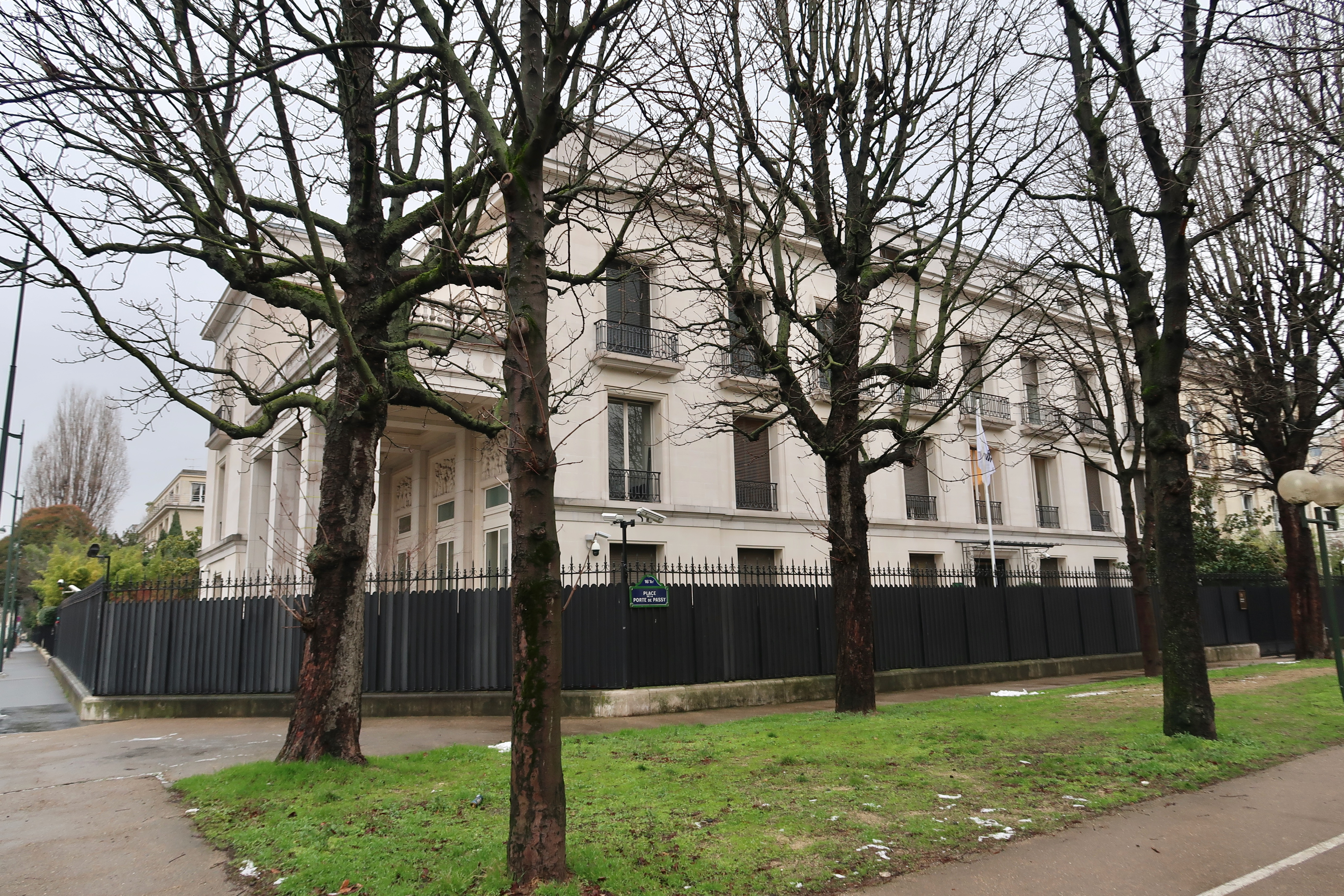
No 4 : délégation de la Corée du Sud.

La place de la Porte-de-Passy est une voie située dans le 16e arrondissement de Paris. Elle débute au 40, boulevard Suchet et se termine au niveau de la route des Lacs-à-Passy.
Le quartier est desservi par la ligne 9 à la station Ranelagh.

## Origine du nom
Cette place est située à l'emplacement de l'ancienne porte de Passy de l'enceinte de Thiers.

## Historique
La place a été créée sous sa dénomination actuelle par un arrêté du 11 août 1930, entre les anciens bastions nos 59 et 60 de l'enceinte de Thiers, et classée dans la voirie parisienne par un arrêté du 11 octobre 1932.

## Bâtiments remarquables et lieux de mémoire

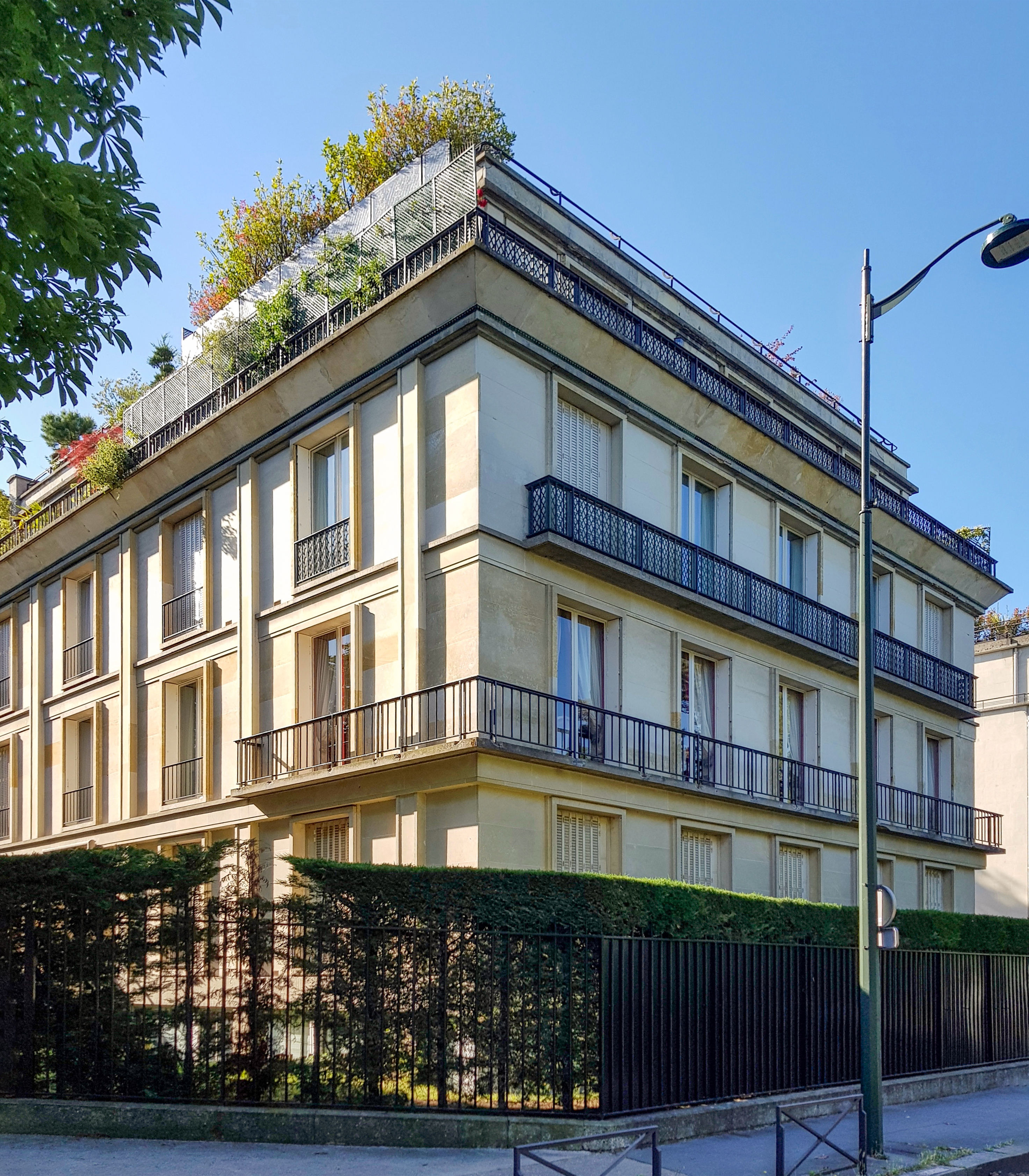
No 9 : immeuble de 1929-1932.

- No 4, au croisement avec l'avenue du Maréchal-Maunoury : délégation de la Corée du Sud auprès de l'OCDE.
- No 9 : immeuble d’habitation construit par Auguste et Gustave Perret pour le banquier Maurice Lange en 1929-1932[1] ; Maurice Lange occupait un duplex aux deuxième et troisième étages[2].
- Square de Passy
- Bois de Boulogne